# Der Spuk im Hause des Professors
Der Spuk im Hause des Professors, manchmal auch geführt als Der Geisterspuk im Hause des Professors und als Der Spuk, ist ein deutscher Detektivfilm aus dem Jahre 1914 der Filmreihe Stuart Webbs.

## Handlung
Der angesehene Professor Warming ist ebenso verzweifelt wie ratlos: In seinem Hause spukt es! Er bittet daher Stuart Webbs um Hilfe, damit dieser den merkwürdigen Geistererscheinungen auf den Grund gehe. Webbs findet heraus, dass hinter den Geräuschen, die von der Hauswand herrühren, eine Gangsterbande steckt. Als er versucht, ihnen auf die Spur zu kommen, wird er zunächst überwältigt und gefesselt. Natürlich kann sich Stuart Webbs bald wieder befreien und versucht nunmehr, der Gang das Handwerk zu legen. 
Denn diese Bande ist hinter geheimen Militärplänen her und versucht, ständig in das Arbeitszimmer des Professors vorzudringen. Tatsächlich werden diese Pläne entwendet, von Webbs wiederbeschafft und erneut entwendet. Um die Ganoven endgültig dingfest zu machen, installiert Webbs im professoralen Arbeitszimmer Kameras mit elektronischem Auslöser und Blitzlichtvorrichtung, mit denen die unermüdlichen Diebe auf frischer Tat ertappt werden sollen.

## Produktionsnotizen
Gedreht wurde Der Spuk im Hause des Professors, der dritte Film dieser Reihe, im Frühling 1914 im Berliner Continental-Film-Atelier in der Chausseestraße 123. Dieselbe Firma zeichnete auch für die Produktion verantwortlich. Der Spuk im Hause des Professors hat eine Länge von drei Akten auf 1058 Metern, das entspricht einer Spieldauer von ca. 58 Minuten. Nach dem Passieren der Filmzensur am 1. Mai 1914 fand die Uraufführung noch im selben Monat im Berliner Tauentzien-Palast statt. Im November 1914 wurde der Film in den USA unter dem programmatischen Titel Trapped by the Camera gezeigt.
Ungewöhnlich für einen Stuart-Webbs-Film, hatte diese Produktion keine einzige weibliche Rolle.